# Jakub Falkowski

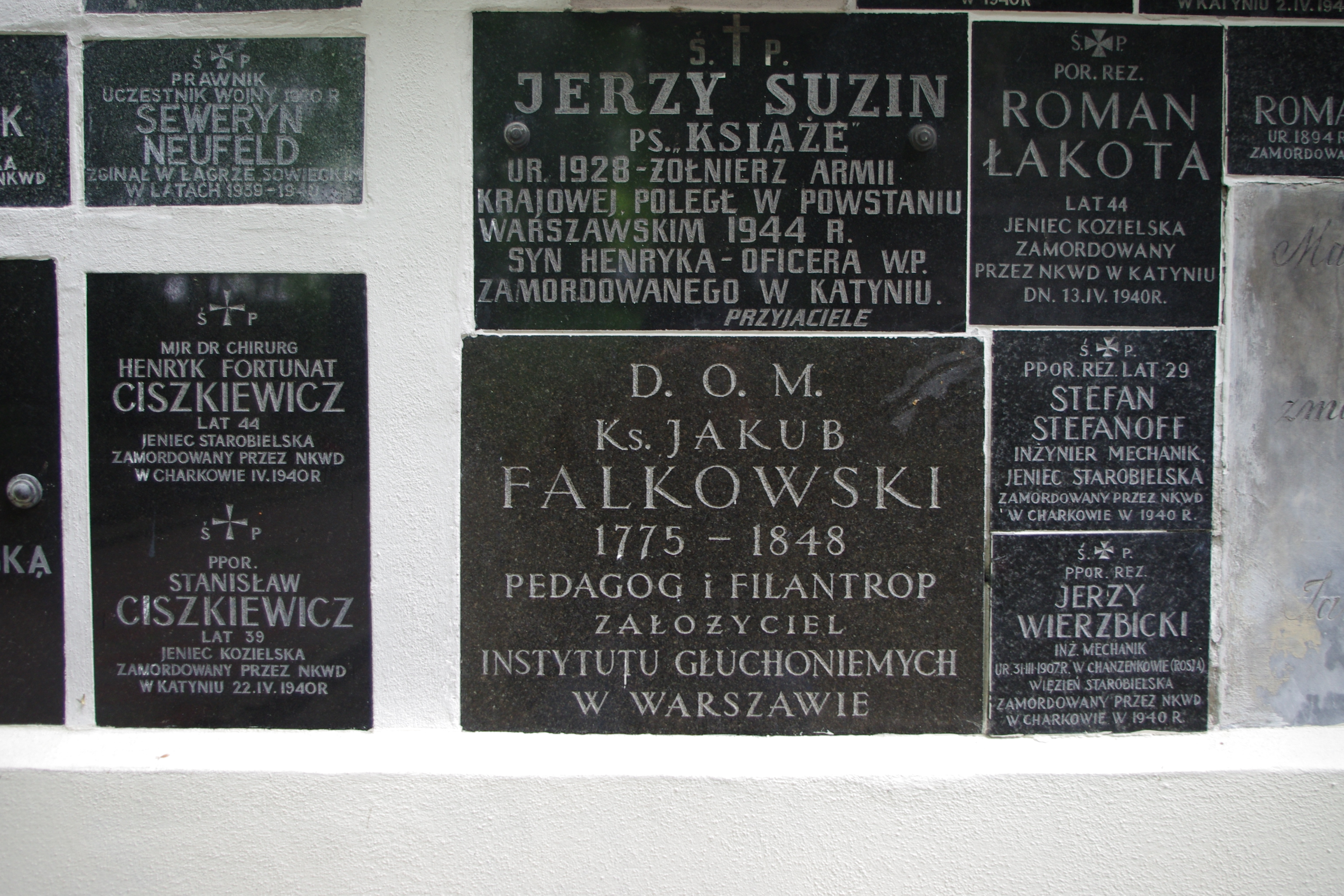
Tablica upamiętniająca ks. Jakuba Falkowskiego na ścianie zewnętrznej kościoła św. Karola Boromeusza na warszawskich Powązkach

Franciszek Jakub Falkowski Doliwa herbu Doliwa (ur. 29 kwietnia 1775 w Budlewie, zm. 2 września 1848 w Warszawie) – polski duchowny rzymskokatolicki, pijar, pedagog i filantrop, członek przybrany Towarzystwa Królewskiego Przyjaciół Nauk w Warszawie w 1829 roku.

## Życiorys
Kształcił się u oo. Pijarów w Drohiczynie nad Bugiem. W 1800 przyjął święcenia kapłańskie z rąk Onufrego Szembeka. Jako ksiądz uczył kolejno w szkołach: w Łomży, Drohiczynie i Szczuczynie, gdzie poznał głuchoniemego siedmioletniego chłopca – Piotra Gąsowskiego. Zainteresował się kształceniem głuchych. W latach 1803–1804 studiował pedagogikę głuchych w Lipsku.
Po powrocie, rozwijając niemiecką metodę Heinekego, nauczył swego podopiecznego „czytać z ruchu ust”. Swoje wyniki nauczania przedstawił w 1809 w Towarzystwie Przyjaciół Nauk. W 1815 Dyrekcja Edukacji Narodowej powierzyła mu utworzenie Instytutu Głuchoniemych, pierwszej w Polsce szkoły kształcącej dzieci głuche. Po rocznym naukowym pobycie w Wiedniu, 23 października 1817 otworzył Instytut w dwóch pokojach Pałacu Kazimierzowskiego. Kolejna siedziba mieściła się na Krakowskim Przedmieściu pod nr 391 (według ówczesnej numeracji).
W 1820 został wyznaczony przez metropolitę warszawskiego Szczepana Hołowczyca na stanowisko proboszcza parafii na Solcu. To pozwoliło mu uzyskać dodatkowe fundusze na działalność Instytutu. W 1822 placówkę wizytował cesarz i król Polski Aleksander I. Dzięki przekazanej przez cesarza ze skarbu państwa sumie 124 000 złp. Falkowski wybudował fasadę budynku przy ulicy Wiejskiej pod nr 1737, a oficyny przebudował na warsztaty. Był rektorem Instytutu do 1831. „Rocznik Towarzystwa Naukowego” wymienia go wśród „Członki Korespondenci Towarzystwa – Falkowski Jakób, Prof. Instytutu Głuchoniemych”. 18 czerwca 1826 został pierwszym proboszczem parafii św. Aleksandra. Wykładowca w Liceum Warszawskim.
Zmarł 2 września 1848. Został pochowany w podziemiach kościoła św. Aleksandra w Warszawie.

## Odznaczenia
- Złoty Medal Warszawskiego Towarzystwa Przyjaciół Nauk (1819)[6]
- Order Świętego Stanisława IV klasy (Imperium Rosyjskie, 1820)[6]
- Order Świętego Stanisława III klasy (Imperium Rosyjskie, 1823)[6]

## Upamiętnienie
- Epitafium w kościele św. Aleksandra w Warszawie[7].
- Pomnik odsłonięty w 1875 roku w ogrodzie Instytut Głuchoniemych, podczas obchodów stulecia urodzin Jakuba Falkowskiego[8].
- W 1983 imieniem Jakuba Falkowskiego nazwano założony przez niego Instytut Głuchoniemych[9].